# Paedophryne oyatabu
Paedophryne oyatabu (лат.) — вид мелких лягушек из семейства узкоротов, или микроквакш (Microhylidae). Эндемики Папуа — Новой Гвинеи. Вместе с видом Paedophryne dekot Kraus, 2011 являются одними из самых маленьких в мире представителей четвероногих животных (наземных позвоночных).

## Распространение
Папуа — Новая Гвинея: восточный склон Oya Tabu, 9.4591333°S, 150.7808666°E, горный лес на высоте 1400 м, Fergusson Island (Milne Bay Province).

## Описание
Длина самок составляет 11 мм. Ноги сравнительно длинные: отношение длины голени (от пятки до изгиба у места прикрепления к бедру) и тела (TL/SV) = 0,40. Окраска спины однородная, коричневая, с мелкой темно-коричневой пятнистостью (нижняя часть тела светлее). Глаза среднего размера: соотношение горизонтального диаметра глаза к длине тела (EY/SV) равно 0,13, а к расстоянию от глаза до кончика морды (EY/SN) — 1,07. Формула фаланг пальцев: 1-2-3-2 (передние конечности) и 1-2-3-4-1 (задние конечности). От близкого вида Paedophryne kathismaphlox отличается более крупными размерами тела и глаз, но пропорционально меньшей мордой (EN/SV = 0,067—0,079 у P. oyatabu, EN/IN = 0,78—0,80 у P. kathismaphlox).

## Этимология
Новый вид был описан Фредом Крауссом (Fred Kraus) из Музея Бернис Бишоп в Гонолулу (Гавайи, США). Видовое название «oyatabu» происходит от имени типовой местности (Oya Tabu), где были найдены эти лягушки.